# Liste der Bodendenkmale in Stuhr
In der Liste der Bodendenkmale in Stuhr sind die Bodendenkmale der niedersächsischen Gemeinde Stuhr aufgeführt. Die Quelle ist der Denkmalatlas Niedersachsen.
- Bitte beachten Sie, dass diese Liste keinen Anspruch auf Vollständigkeit erhebt.
- Die Angaben ersetzen nicht die rechtsverbindliche Auskunft der zuständigen Denkmalschutzbehörde.
- Es sind nur Daten aus dem Denkmalatlas verarbeitet.
- Der Stand der Liste ist der 26. Mai 2025.

Stuhr im Landkreis Diepholz

## Allgemein
In den Spalten finden sich folgende Informationen des Bodendenkmales:
| Lage         | geographische Koordinaten                                                           |
| Bezeichnung  | Bezeichnung lt. Denkmalatlas                                                        |
| Beschreibung | Beschreibung lt. Denkmalatlas                                                       |
| ID           | Objekt-ID                                                                           |
| Bild         | Bild, ggf. zusätzlich mit Link zu weiteren Fotos im Medienarchiv Wikimedia Commons. |

## Fahrenhorst
| Lage                        | Bezeichnung               | Beschreibung | ID       | Bild |
| --------------------------- | ------------------------- | --- | -------- | ---- |
| 52° 56′ 46″ N, 8° 43′ 27″ O | Fahrenhorst 8, Grabhügel  | Ehemaliger Durchmesser ca. 18 m und Höhe ca. 1,1 m. Westfuß von alter Wegspur geschnitten.                                                                    | 35588681 | BW   |
| 52° 56′ 46″ N, 8° 43′ 26″ O | Fahrenhorst 9, Grabhügel  | Ehemaliger Durchmesser ca. 19 m und Höhe ca. 1,3 m. Südfuß von moderner Fahrspur überquert.                                                                   | 35588695 | BW   |
| 52° 56′ 47″ N, 8° 43′ 24″ O | Fahrenhorst 10, Grabhügel | Ehemaliger Durchmesser ca. 23 m und Höhe ca. 1,6 m. Kopfloch (Dm. 6 m, Tiefe 0,5 m). Nordfuß von modernen Waldweg geschnitten, über den Hügel führt ein Pfad. | 35588709 | BW   |
| 52° 56′ 46″ N, 8° 43′ 29″ O | Fahrenhorst 11, Grabhügel | Ehemaliger Durchmesser ca. 20 m und Höhe ca. 0,5 m. Besteht nur noch aus nach Westen geöffneten Randwall und wurde komplett ausgeräumt.                       | 35588723 | BW   |
| 52° 56′ 55″ N, 8° 43′ 43″ O | Fahrenhorst 16, Grabhügel | Durchmesser ca. 16 m und Höhe ca. 0,4 m. Intensiv überpflügt und von Westen bis ins Zentrum hinein abgegraben, vermutlich von Raubgräbern.                    | 49790803 | BW   |
| 52° 57′ 0″ N, 8° 43′ 37″ O  | Fahrenhorst 19, Grabhügel | Durchmesser ca. 16 m und Höhe ca. 1 m. Auf der Kuppe ein flacher Kopfstich von 4 m Dm. bei 0,2 m Tiefe.                                                       | 49791261 | BW   |
| 52° 57′ 0″ N, 8° 43′ 38″ O  | Fahrenhorst 20, Grabhügel | Durchmesser ca. 9 m und Höhe ca. 0,4 m. Östlicher Hügelfuß von Waldweg überquert.                                                                             | 49791363 | BW   |
| 52° 56′ 58″ N, 8° 43′ 36″ O | Fahrenhorst 22, Grabhügel | Durchmesser ca. 20 m und Höhe ca. 1,5 m. Im Nordosten angegraben.                                                                                             | 49791507 | BW   |
| 52° 56′ 58″ N, 8° 43′ 33″ O | Fahrenhorst 23, Grabhügel | Durchmesser ca. 20 m und Höhe ca. 2 m. | 49791549 | BW   |
| 52° 56′ 53″ N, 8° 43′ 30″ O | Fahrenhorst 24, Grabhügel | Durchmesser ca. 19 m und Höhe ca. 0,4 m. Liegt unter einem Stubbenwall. Kopfloch Dm. 8 m,Tiefe 0,4 m.                                                         | 49793059 | BW   |
| 52° 57′ 31″ N, 8° 42′ 43″ O | Fahrenhorst 29, Grabhügel | Durchmesser ca. 10 m und Höhe ca. 0,3 m. Mindestens einmal überpflügt.                                                                                        | 49794552 | BW   |
| 52° 56′ 54″ N, 8° 44′ 17″ O | Fahrenhorst 30, Grabhügel | Größe ca. 20 × 15 m und Höhe ca. 1,6 m. Am Rand einer steil abfallenden Hochfläche gelegen. Im Norden durch Mountainbikefahrer beschädigt.                    | 49795182 | BW   |